# Chlorospatha macphersonii
Chlorospatha macphersonii là một loài thực vật có hoa trong họ Ráy (Araceae). Loài này được Croat & L.P.Hannon mô tả khoa học đầu tiên năm 2004.